# Aserbaidschanische Hoffnungspartei
Die Aserbaidschanische Hoffnungspartei (aserbaidschanisch Azərbaycan Ümid Partiyası) ist eine politische Partei in Aserbaidschan mit derzeit etwas mehr als 55.000 Parteimitgliedern. Sie wurde offiziell im Jahre 1993 registriert. Der Vorsitzende ist Iqbal Agasade, der Parteiführer Abulfar Achmedow (Achmädow).
Sie ist im politischen System Aserbaidschans eine der wichtigsten Oppositionsparteien und steht politisch eher Mitte-rechts. Außerdem setzt sie sich für liberale und demokratische Reformen in der Gesellschaft im Land ein. 
Bei der Parlamentswahl am 6. November 2006 gewann sie einen der 125 zu vergebenden Sitze, während sie im Jahr zuvor noch 30 Sitze im Parlament hielt.

## Quelle
- Aserbaidschan: Geschichte & Staat. Abgerufen am 8. Dezember 2017.